# Beach rugby

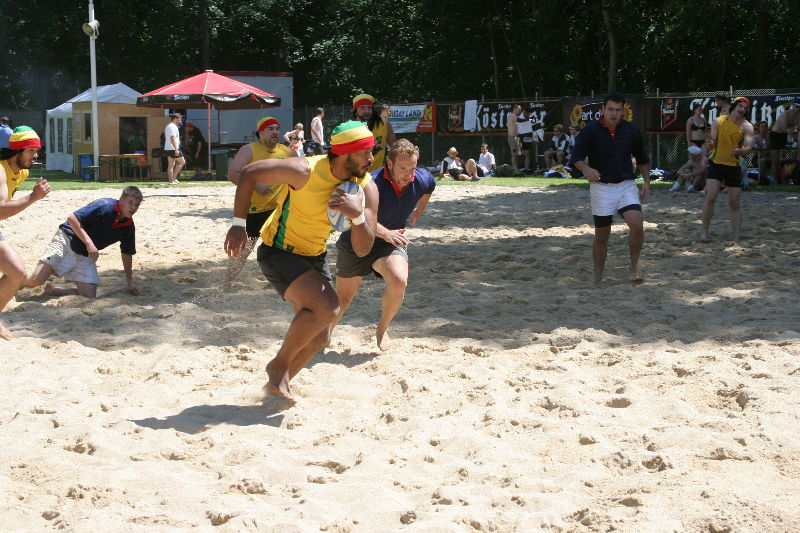
Beach rugby

Le beach rugby est un sport collectif dérivé du rugby à XV et à XIII se pratiquant, comme son nom l'indique, sur la plage ou, au moins, sur du sable. Il oppose deux équipes de 5 joueurs.
Ce sport se veut plus ludique et plus facile d'accès. Ce sport nouveau possède un règlement officiel spécifique mais les règles peuvent énormément différer d'un tournoi à l'autre (pour s'adapter au niveau technique des participants qui ne sont pas forcément des joueurs de rugby confirmés...)
Le beach rugby se pratique généralement en extérieur, au printemps ou en été. Cependant, certaines structures accueillent également les joueurs de beach rugby afin qu'ils puissent jouer en salle, en hiver notamment. Ainsi, les joueurs ne sont plus dépendants de la saisonnalité et peuvent s'exercer à ce sport quelles que soient les conditions climatiques.

## Principales différences avec le rugby

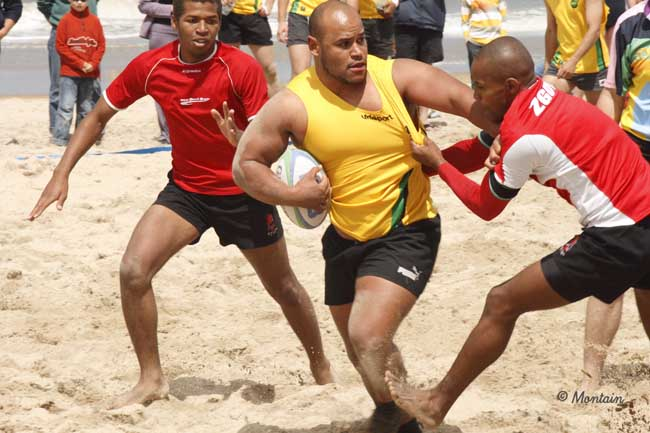
Beach rugby

- Le beach se joue en short, maillot et pieds nus. Le port de chaussettes est également autorisé. Tout autre port d’équipement (casque, rembourrage, etc.) est interdit.
- Le terrain est plus petit, environ 40 mètres de long et 35 de large.
- La durée du match est généralement de 2 × 5 minutes avec une courte pause à la mi-temps.
- Dans un même match deux avertissements amènent une exclusion temporaire de 1,5 minute. Toute exclusion définitive entraîne l'exclusion du tournoi.
- Au beach touch rugby (rugby à XV), Les plaquages sont remplacés par un touché à 2 mains simultanées, clairement signalé par le joueur qui a touché en criant "touch". Au bout de 3 touchés, le ballon est rendu à l'adversaire.
- Au beach rugby (rugby à XIII), les plaquages ont lieu normalement. Le joueur bloqué au sol effectue un tenu en talonnant le ballon. L'équipe attaquante a droit à cinq tenus puis le ballon est rendu sur tenu à l'adversaire.
- Il n'y a ni touche, ni mêlée, ni transformation, ni coup de pied de pénalité.
- Le jeu au pied est interdit (seul le jeu à la main est autorisé).
- La remise en jeu est effectuée au centre du terrain.
- Le ballon est plus petit que celui du rugby à XV (taille 4).

## Évènements
Belgique
- Strandrugby (Ostende)

 France
- Anglet Beach Rugby Festival : le plus ancien événement consacré au beach rugby en France. Fête en 2012 sa 20e édition. Accueille également L'Euro Beach Rugby Cup.
- Gruissan Beach Rugby : Rassemblant plus de 1 000 joueurs et joueuses, ce tournoi créé en 2015 a lieu chaque été sur la plage des Chalets de Gruissan. Il est un des plus importants de Méditerranée.
- Boca Beach Rugby : évènement de beach rugby en salle.
- SFL Beach Rugby : tournoi de beach rugby qui se joue dans les Alpes, dans la station de Saint François Longchamp au pied du Col de la Madeleine

 Pays-Bas
- Beach Rugby Festival, Ameland

 Suisse
- Geneva Festival Beach Rugby (Genève)